# Galilea

Mapa historických regionů na severu Izraele

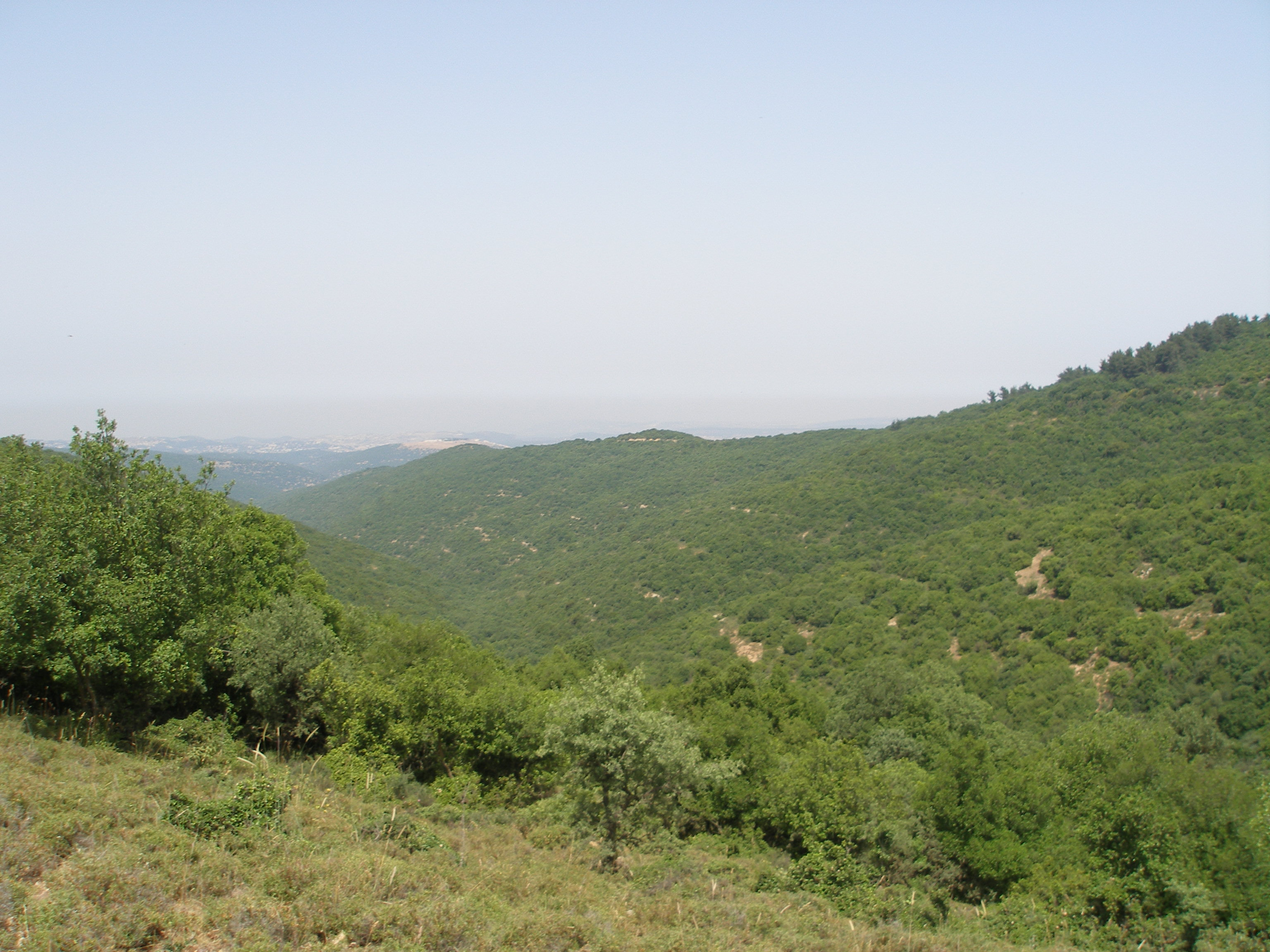
Krajina v Horní Galileji

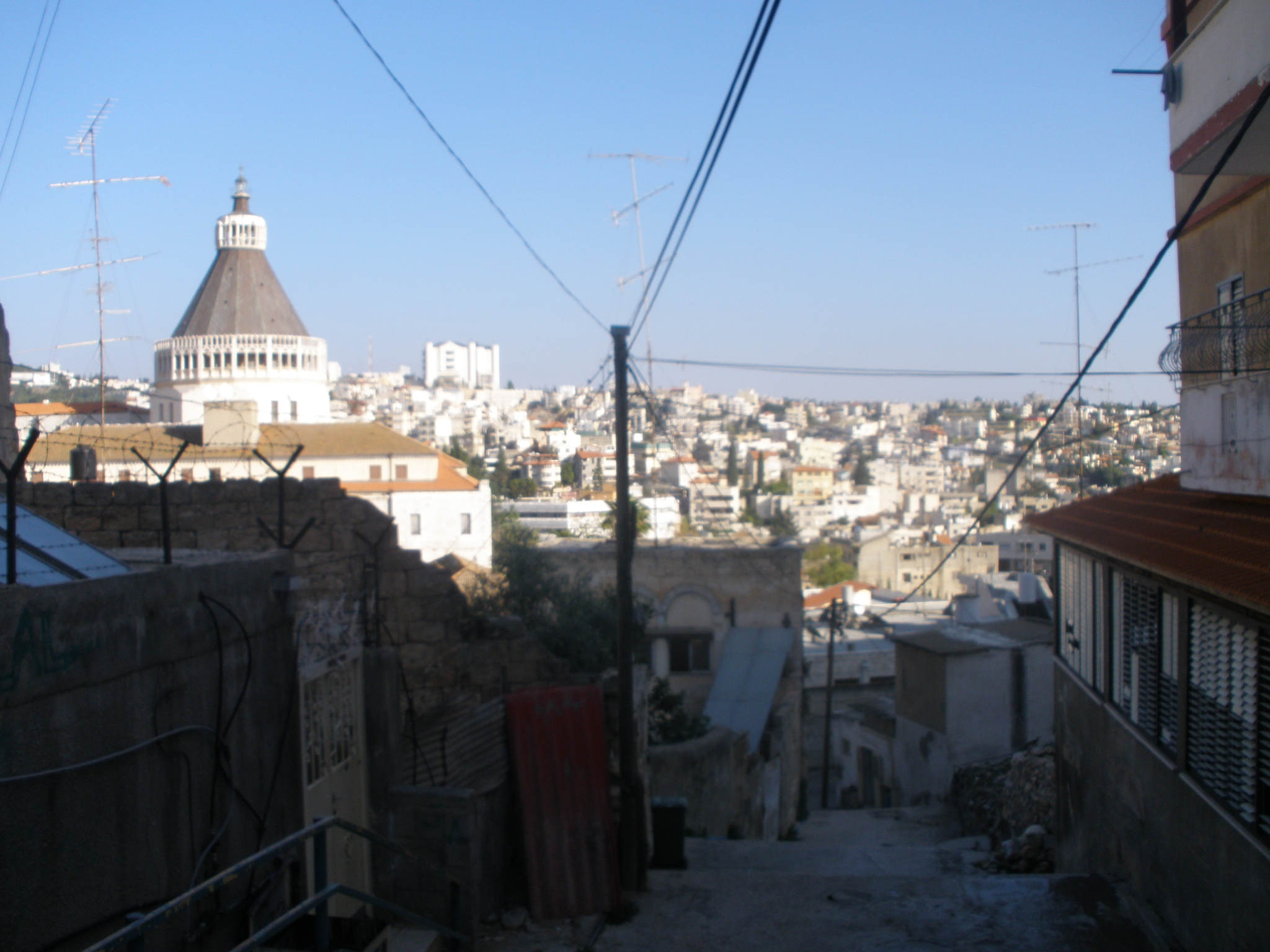
Město Nazaret

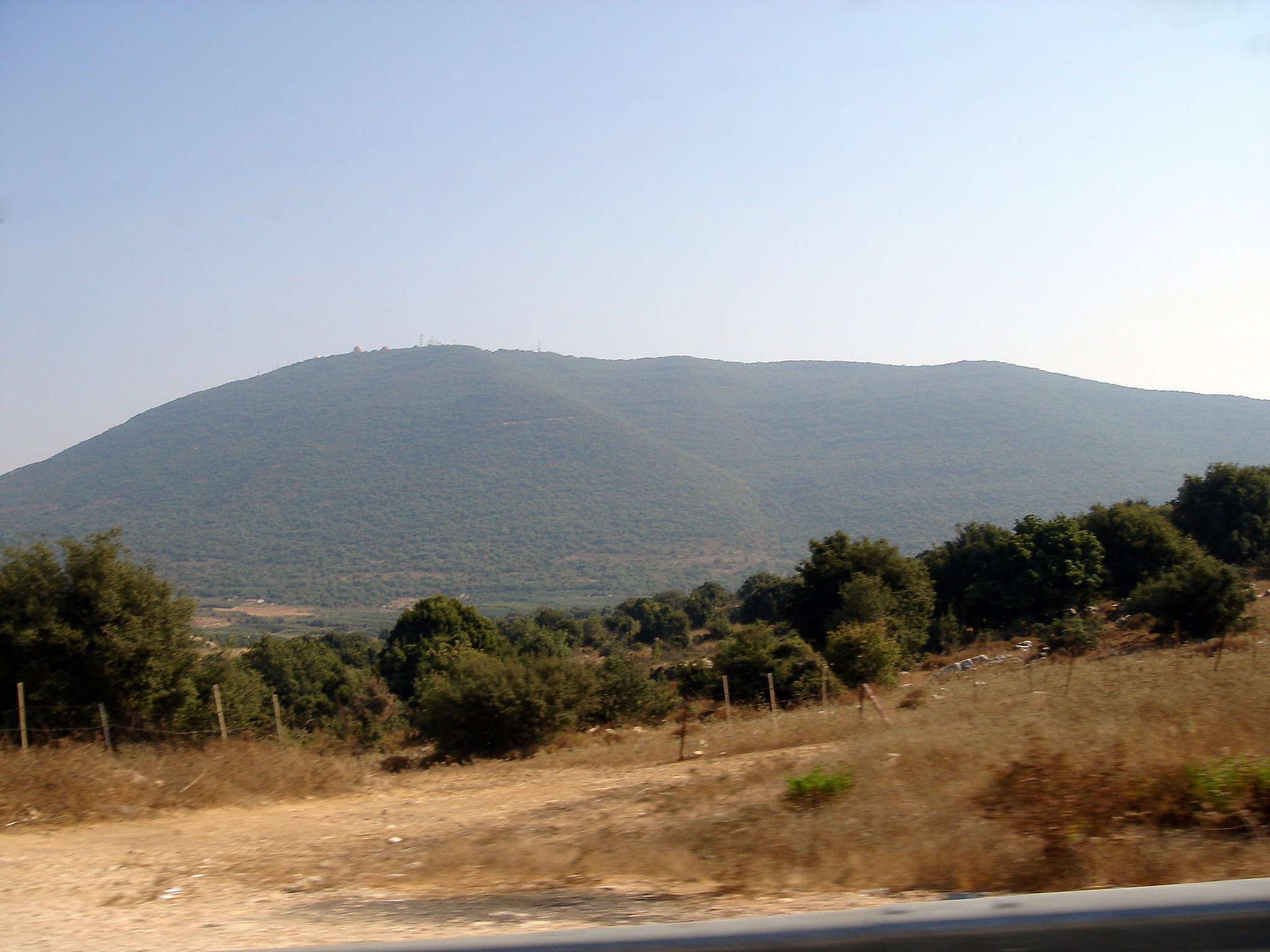
Severní svahy hory Har Meron

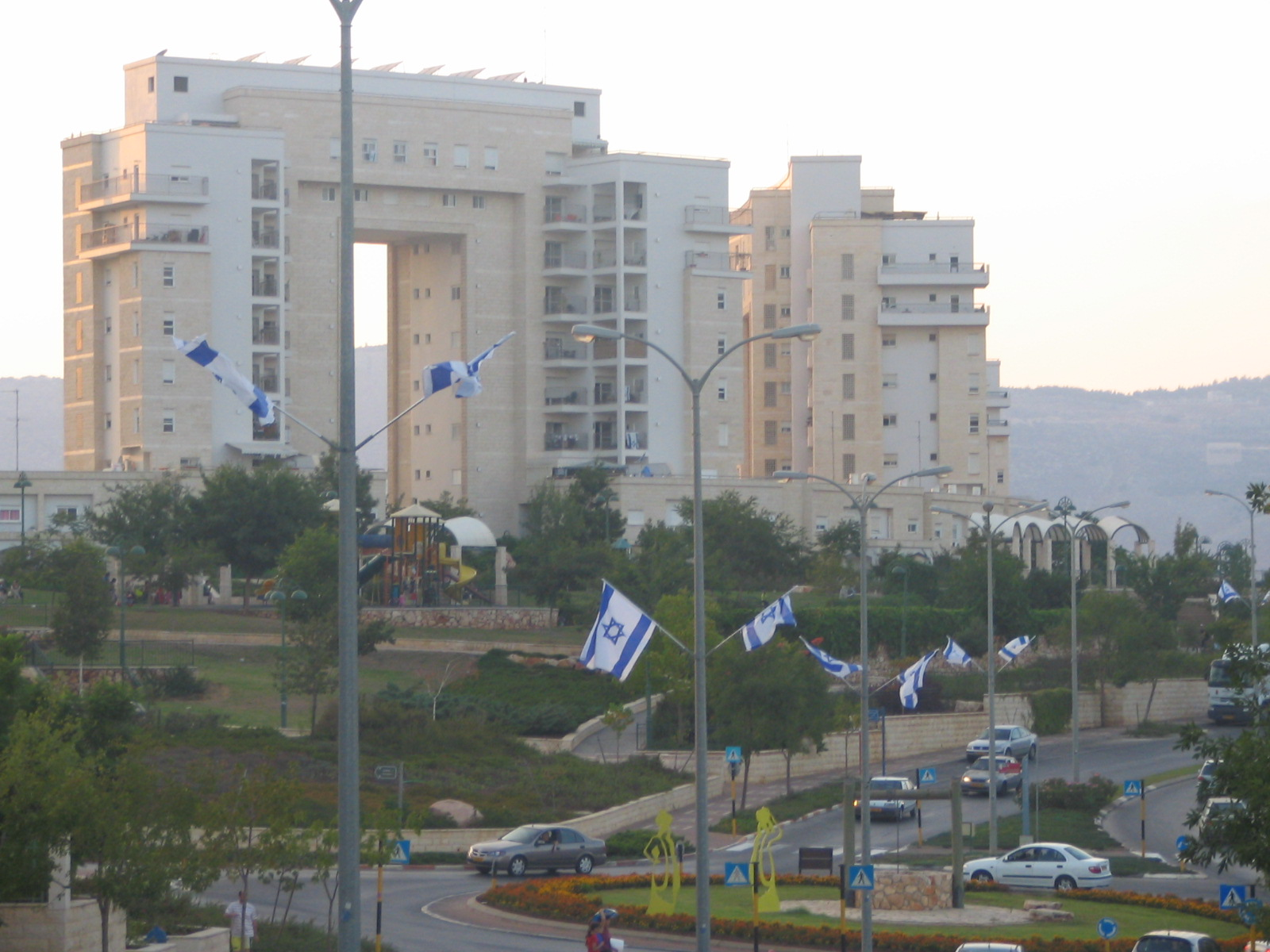
Obytná čtvrť ve městě Karmi'el

Galilea (hebrejsky הגליל‎, ha-Galil, arabsky الجليل‎ - al-Džalíl) je hornatá oblast na severu Izraele. Jejími hranicemi je Jizre'elské údolí a Bejtše'anské údolí na jihu, Jordánské údolí, Galilejské jezero a Chulské údolí na východě, Středozemní moře a Zevulunské údolí na západě a území státu Libanon na severu.

## Horní a Dolní Galilea
Galilea se dělí na Horní a Dolní Galileu; tyto dva celky jsou rozděleny Betkeremským údolím, které se táhne uprostřed Galileje od západu na východ. Horní Galilea leží na severu a je hornatější; nejvyšší vrchol Har Meron dosahuje výšky 1208 m n. m.
Dolní Galilea leží na jihu má mírnější modelaci terénu s mnoha širokými údolími (například Bejtnetofské údolí). Jejím centrem je město Nazaret a jeho aglomerace.

## Dějiny
Galilea patří k tradičním sídelním oblastem s kontinuální tradicí osídlení od starověku a četnými zmínkami v Bibli. Ve vrcholném středověku byla dočasně začleněna do křižáckých států. Po jejich pádu zde byla obnovena dominance muslimů, ovšem při trvající existenci židovské komunity i dalších etnických skupin. V letech 1516 až 1918 byla Galilea součástí osmanské Palestiny.
Novověké židovské osidlování zde bylo zahájeno již na přelomu 15. a 16. století. První přistěhovalecká vlna moderních dějin, známá jako první alija, začala po protižidovských pogromech ve východní Evropě v roce 1881 a osidlování pokračovalo ve vlnách dál. Dlouho však šlo o údolní lokality na okraji regionu (Jizre'elské údolí, Chulské údolí). Výjimkou byly některé izolované židovské vesnice jako například Kfar ha-Choreš poblíž Nazaretu, založená roku 1933, nebo Chanita v horách na libanonské hranici z roku 1938. Centrální hornaté části Galileje ale zůstávaly až do poloviny 20. století převážně arabské.
Podle plánu OSN na rozdělení Palestiny z roku 1947 měla být Galilea rozdělena mezi židovský a arabský stát. Během první arabsko-izraelské války v roce 1948 byla však celá oblast dobyta izraelskou armádou v rámci operace Dekel a operace Chiram. Část arabského obyvatelstva tehdy region opustila, ale na rozdíl od jiných území státu Izrael zde byla ponechána četná arabská sídla. V následujících desetiletích zde ovšem proběhla vlna zakládání židovských vesnic a měst (Nof ha-Galil, Karmiel), další vlna židovského osidlování přišla v 80. letech 20. století v rámci programu Micpim be-Galil, který byl soustředěn zejména do oblastí na pomezí Dolní a Horní Galileje.
V průběhu 20. století zde rovněž v souvislosti s židovským osidlováním došlo k plánovitému zalesňování, díky kterému se na některých místech regionu vytvořily souvislé lesní komplexy (okolí hory Har Meron nebo lesy Ja'ar Balfour, Ja'ar Cipori, Ja'ar Bar'am a Ja'ar Birija). Napříč Galileou byl v 60. letech 20. století trasován dálkový vodovod - Národní rozvaděč vody, který převádí vody Galilejského jezera do centrálních a jižních částí státu.

## Demografie
Galilea patří mezi hustě osídlené regiony státu Izrael. Demografickým centrem je aglomerace města Nazaret, která sestává převážně z měst obývaných izraelskými Araby, byť některé její součásti jsou židovské (Nazaret Ilit, Migdal ha-Emek). Rovněž venkovské osídlení je etnicky smíšené. Židé výrazně převládají na jižním okraji regionu, v Jizre'elském údolí, a na pobřeží Středozemního moře. Kromě Židů a Arabů se zde nacházejí i početná sídla Drúzů - tedy arabsky mluvících příslušníků svébytné nábožensko-etnické komunity. Stojí tu také dvě obce, které obývají izraelští Čerkesové (Kafr Kama a Richanija).

## Náboženský význam
Region má mimořádný náboženský význam pro stoupence judaismu. V Galileji se totiž nachází deset hrobů spravedlivých, nejdůležitější je hrob Šim'ona bar Jochaje a jeho syna v Meronu. V Safedu je zas pohřben např. Jicchak Luria. Pro křesťanství je zase mimořádně posvátným město Nazaret.